# Championnat de Guinée équatoriale de football 2019
Navigation
Saison précédente Saison suivante
Le Championnat de Guinée équatoriale de football 2019 est la quarante et unième édition du Championnat de Guinée équatoriale de football. 
La compétition se scinde en deux phases :
- La première phase voit les équipes réparties en deux poules géographiques (Insular et Continental), où elles s'affrontent à deux reprises. Les trois premiers se qualifient pour la seconde phase.
- Lors de la seconde phase, les six qualifiés se retrouvent dans une poule unique et s'affrontent à deux reprises.

Le club de Cano Sport Academy, promu en début de saison, remporte son premier titre.

## Les clubs participants
- Leones Vegetarianos
- Cano Sport Academy - Promu de Segunda División
- San Pablo Nsok
- Deportivo Unidad
- Atlético Semu
- UD Estrella Roja
- Panthers FC
- Ceiba FC - Promu de Segunda División
- UD Santa María
- CD Elá Nguema
- Real XPB
- Recreativo Lampert

- Futuro Kings
- Akonangui Football Club
- Deportivo Niefang
- Dragon FC
- Quince de Agosto
- Deportivo Mongomo
- FC Bata
- Deportivo Anoney  - Promu de Segunda División
- AD Mongomo  - Promu de Segunda División
- Atlético Bata
- Racing Micomeseng
- Unión Vesper

## Compétition
Le barème utilisé pour le classement est le suivant :
- Victoire : 3 points
- Match nul : 1 point
- Défaite, abandon ou forfait : 0 point

### Première phase
La première phase se déroule du 26 janvier 2019 au 12 juin 2019.
| Rang | Équipe               | Pts | J  | G  | N | P  | Bp | Bc | Diff |
| ---- | -------------------- | --- | -- | -- | - | -- | -- | -- | ---- |
| 1    | Leones VegetarianosT | 49  | 22 | 16 | 1 | 5  | 47 | 16 | +31  |
| 2    | Cano Sport Academy P | 46  | 22 | 15 | 1 | 6  | 46 | 19 | +27  |
| 3    | Deportivo Unidad     | 41  | 22 | 12 | 5 | 5  | 35 | 11 | +24  |
| 4    | UD Estrella Roja     | 39  | 22 | 11 | 6 | 5  | 25 | 21 | +4   |
| 5    | San Pablo Nsok       | 38  | 22 | 12 | 2 | 8  | 37 | 33 | +4   |
| 6    | Atlético Semu        | 36  | 22 | 10 | 6 | 6  | 28 | 26 | +2   |
| 7    | CD Elá Nguema        | 31  | 22 | 8  | 7 | 7  | 29 | 24 | +5   |
| 8    | Panthers FC          | 30  | 22 | 9  | 3 | 10 | 45 | 27 | +18  |
| 9    | Ceiba FC P           | 26  | 22 | 7  | 5 | 10 | 27 | 30 | -3   |
| 10   | UD Santa María       | 22  | 22 | 6  | 4 | 12 | 29 | 28 | +1   |
| 11   | Recreativo Lampert   | 10  | 22 | 2  | 4 | 16 | 15 | 64 | -49  |
| 12   | Real XPB             | 5   | 22 | 1  | 2 | 19 | 10 | 69 | -59  |

| Rang | Équipe                  | Pts | J  | G  | N | P  | Bp | Bc | Diff |
| ---- | ----------------------- | --- | -- | -- | - | -- | -- | -- | ---- |
| 1    | Futuro Kings            | 52  | 22 | 16 | 4 | 2  | 46 | 29 | +17  |
| 2    | Akonangui Football Club | 51  | 22 | 16 | 3 | 3  | 39 | 11 | +28  |
| 3    | Deportivo Niefang       | 44  | 22 | 14 | 2 | 6  | 49 | 18 | +31  |
| 4    | Dragon FC               | 38  | 22 | 12 | 2 | 8  | 37 | 25 | +12  |
| 5    | Deportivo Mongomo       | 32  | 22 | 9  | 5 | 8  | 27 | 28 | -1   |
| 6    | Quince de Agosto        | 31  | 22 | 8  | 7 | 7  | 34 | 27 | +7   |
| 7    | AD Mongomo P            | 31  | 22 | 9  | 4 | 9  | 30 | 34 | -4   |
| 8    | FC Bata                 | 27  | 22 | 8  | 3 | 11 | 27 | 32 | -5   |
| 9    | Atlético Bata           | 24  | 22 | 6  | 8 | 8  | 28 | 33 | -5   |
| 10   | Deportivo Anoney P      | 21  | 22 | 5  | 6 | 11 | 19 | 27 | -8   |
| 11   | Unión Vesper            | 13  | 22 | 4  | 1 | 17 | 23 | 60 | -37  |
| 12   | Racing Micomeseng       | 8   | 22 | 2  | 2 | 18 | 21 | 74 | -53  |

- source.

### Seconde phase
Les clubs qualifiés se rencontrent une seule fois.
| Rang | Équipe                    | Pts | J | G | N | P | Bp | Bc | Diff |
| ---- | ------------------------- | --- | - | - | - | - | -- | -- | ---- |
| 1    | Cano Sport Academy P      | 12  | 5 | 4 | 0 | 1 | 11 | 7  | +4   |
| 2    | Leones VegetarianosT      | 8   | 5 | 2 | 2 | 1 | 7  | 5  | +2   |
| 3    | Deportivo Niefang         | 8   | 5 | 2 | 2 | 1 | 6  | 5  | +1   |
| 4    | Futuro Kings              | 7   | 5 | 2 | 1 | 2 | 3  | 4  | -1   |
| 5    | Akonangui Football Club C | 5   | 5 | 1 | 2 | 2 | 6  | 7  | -1   |
| 6    | Deportivo Unidad          | 1   | 5 | 0 | 1 | 4 | 4  | 9  | -5   |

|  | Qualification pour la Ligue des Champions                                                          |
|  | Qualification pour la Coupe de la Confédération                                                    |
|  | T : Tenant du titre C : Vainqueur de la Coupe de Guinée équatoriale P : Promu de deuxième division |

- Akonangui Football Club qualifié pour la Coupe de la confédération en tant que vainqueur de la Coupe de Guinée équatoriale de football[3].

## Bilan de la saison
| Championnat de Guinée équatoriale de football 2019 |                                |
| Champion                                           | Cano Sport Academy (1er titre) |
| Coupes et trophées                                 |                                |
| Vainqueur de la Coupe de Guinée équatoriale 2019   | Akonangui Football Club        |
| Qualifications continentales                       |                                |
| Ligue des champions de la CAF 2019-2020            | Cano Sport Academy             |
| Coupe de la confédération 2019-2020                | Akonangui Football Club        |
| Promotions et relégations                          |                                |
| Promus en Primera División                         |                                |
| Relégués en Segunda División                       | Recreativo Lampert             |
| Relégués en Segunda División                       | Real XPB                       |
| Relégués en Segunda División                       | Unión Vesper                   |
| Relégués en Segunda División                       | Racing Micomeseng              |